# Цааста-монголы
Цааста-монголы, снеговые монголы (монг. цааста монгол) — этнические монголы, проживающие в китайской провинции Ганьсу. Наряду с дээд-монголами представляют собой одну из этнотерриториальных групп кукунорских хошутов.

## Этноним
Хошуты Ганьсу называет себя «цааста монгол». Этноним «цааста-монгол» с монгольского языка переводится как снеговые монголы. Данное имя сами хошуты объясняют тем, что живут у вечно снежных гор, у ледников: «Мөңк Цааста уул хаҗуд бәәнәвидн».

## История

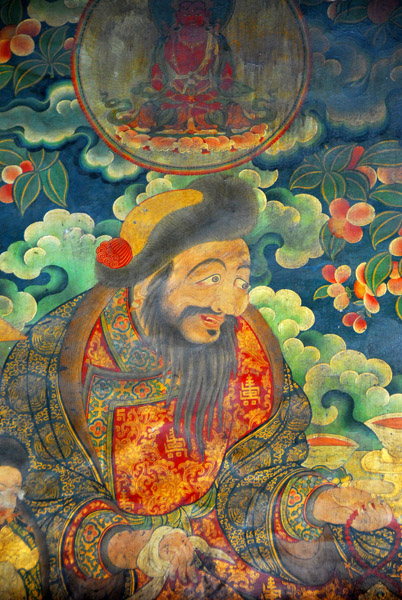
Гуши-хан, правитель Хошутского ханства

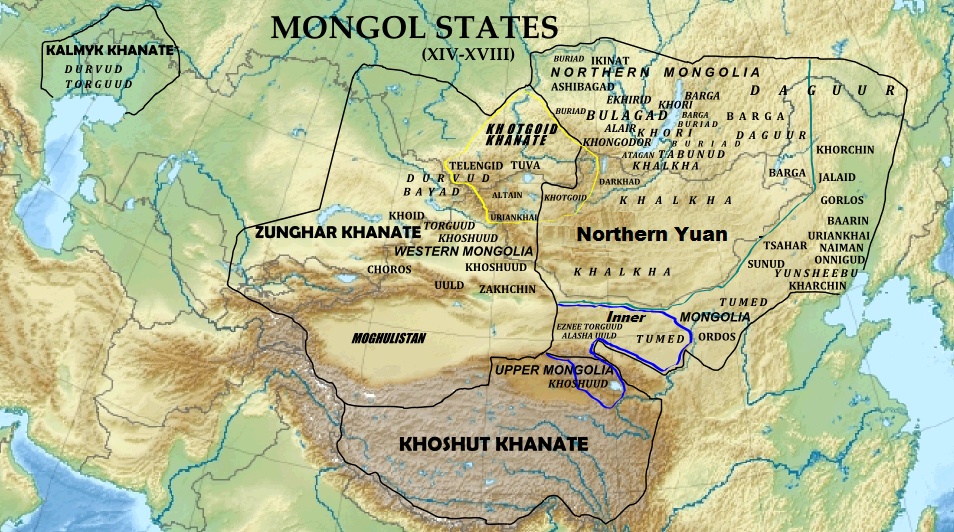
Хошутское ханство на территории Тибетского нагорья

В начале второй трети XVII века началась миграция ойратов в район озера Кукунор (Цинхай). Для миграции хошутов к Кукунору имелись различные военные, внутриполитические и религиозные причины. Миграция была вызвана также стремлением поддержать школу тибетского буддизма Гелуг в борьбе против школы Карма Кагью. Войско ойратов под предводительством хошутского Гуши-хана в 1637 году разгромило у Кукунора войска халхасского Цогто-тайджи, приверженца школы Карма Кагью.
В последующие годы Гуши-хан победил других врагов школы Гелуг и в 1642 году Далай-лама V стал главой всего Тибета. Гуши-хан, облеченный регалиями от Далай-ламы, возглавил новое ойратское Хошутское ханство в Северном Тибете. Между Гуши-ханом и Далай-ламой установились отношения чой-йон (chos-yon), что подразумевало союз между ламой-учителем и светским лидером-покровителем.
С середины XVII века Тибет стал центром пересечения интересов трёх народов, окрепших благодаря буддизму: ойратов, монголов и маньчжуров. Интерес маньчжуров к обстановке в Тибете был вызван необходимостью идеологического обоснования легитимации власти империи Цин как преемницы Юань, а также стремлением оказывать влияние на монгольские и ойратские народы.

## Современность
Летом 2014 года состоялась Международная научная экспедиция «Этнолингвистическая карта монголов северо-западного Китая: язык и традиционная культура кукунорских ойратов» по территории северо-западных регионов Китая (Синьцзян-Уйгурский автономный район, провинции Цинхай и Ганьсу).
Одним из пунктов назначения экспедиции стал Субэй-Монгольский автономный уезд городского округа Цзюцюань в провинции Ганьсу — место компактного проживания цааста-монголов.
Население района Субэй составляет 13 500 человек, в их числе 4 000 хошутов. Из них 3 000 человек занимаются животноводством, остальные работают в бюджетной сфере или предпринимателями. В самой столице Данчэнване проживает 10 000 человек, из них 1 000 — хошуты. Общая численность монголов в провинции Ганьсу составляет около 16 тыс. человек.

## Расселение
Местом компактного проживания цааста-монголов в Ганьсу является Субэй-Монгольский автономный уезд городского округа Цзюцюань. Также монголы проживают на территории двух национальных волостей городского округа Чжанъе провинции Ганьсу: 
- район Ганьчжоу:
  - Пиншаньху-Монгольская национальная волость
- Сунань-Югурский автономный уезд:
  - Байинь-Монгольская национальная волость